# Zeki Müren
Zeki Müren (Bursa, 6 december 1931 – İzmir, 24 september 1996) was een bekende Turkse zanger, componist en acteur. Hij stond bekend om zijn stem en zijn precieze articulatie. Hij zong zowel klassieke Turkse muziek als hedendaagse liedjes.

## Biografie
Müren groeide op in het provinciestadje Bursa in westelijk Turkije. Van 1950 tot 1953 studeerde hij kunsten in Istanboel aan de Academie voor Schone Kunsten. Ondertussen begon hij aan zijn muziekcarrière. Mürens eerste album verscheen in 1951, toen hij al een vaste zanger was bij de radio in Istanboel. In 1955 behaalde hij zijn eerste gouden plaat.
Gedurende zijn beroepscarrière, welke zich over 45 jaar uitstrekte, componeerde Müren meer dan honderd liedjes en maakte hij meer dan tweehonderd opnamen. Hij werd gelauwerd als batmayan güneş "de zon van de kunst" en kreeg de bijnaam “Pasja" of "Generaal" omwille van zijn grote muzikale invloed. Hij was lange tijd "Artiest van het Jaar". Veel van Mürens albums werden ook populair in Griekenland, Duitsland en de VS. In de jaren 60 en 70 was Müren ook een getalenteerd dichter: in 1951 publiceerde hij Bıldırcın Yağmuru (De Kwartelregen). Ook heeft hij in 1976 in Nederland een concert gegeven dat is uitgezonden op de NPO radio. Daarna gaf hij een optreden in Londen. Hij gaf ook concerten in Israël, Syrië, Griekenland en Duitsland. Daarnaast acteerde hij in veel Turkse films, waarvoor hij meestal de muziek schreef. Hoewel hij zichzelf niet als schilder zag, schilderde hij als hobby.
Müren kleedde zich vrouwelijk en droeg vaak veel juwelen en zware make-up, vooral in zijn latere leven. Het was een publiek geheim dat hij homoseksueel was. Hij zorgde ervoor dat latere homoseksuele artiesten veel meer geaccepteerd werden in Turkije. Müren deed omtrent zijn mogelijke homoseksualiteit nooit een publieke uitspraak; hij ontkende noch bevestigde het.
Zeki Müren overleed aan een hartaanval tijdens een liveoptreden in İzmir op 24 september 1996. Zijn dood veroorzaakte een schokgolf in heel Turkije en duizenden mensen woonden zijn begrafenis bij. Kunstmuseum Zeki Müren in Bodrum, waar Müren lange tijd woonde, werd sinds de opening ervan in 2000 door honderdduizenden mensen bezocht.

## Discografie

### Albums
| - 1969: Zeki Müren - 1970: Senede Bir Gün - 1973: Pırlanta 1 - 1973: Pırlanta 2 - 1973: Pırlanta 3 - 1973: Pırlanta 4 - 1974: Anılarım - 1975: Mücevher - 1976: Güneşin Oğlu - 1977: Nazar Boncuğu - 1977: Zirvedeki - 1978: Sükse - 1981: Kahır Mektubu | - 1982: Eskimeyen Dost - 1984: Hayat Öpücüğü - 1985: Masal - 1986: Helal Olsun - 1987: Aşk Kurbanı - 1988: Gözlerin Doğuyor Gecelerime - 1989: Ayrıldık İşte - 1989: Karanlıklar Güneşi - 1989: Şarkılar - 1990: Dilek Çeşmesi - 1990: Bir Tatlı Tebessüm - 1991: Doruktaki Nağmeler - 1992: Sorma |

### Singles[1]
| - 1953: Beklenen Şarkı - 1953: Zehretme Hayatı Bana Cânânım - 1957: Geceler Yârim Oldu - 1957: Nazlı Bir Çiçek Gibi - 1957: Devâ Bulmayacak Mı? - 1958: Kapıldım Gidiyorum Bahtımın Rüzgarına - 1958: Bu Aşkın Izdırabı - 1958: Yaprak Dökümü Mevsimi Geldi - 1959: Bir Beyaz Gül Gibisin - 1959: Doktor Civanım - 1959: Ruhumda Yine Aşk Bestesi Var - 1960: Tuti Mucize Gûyem - 1961: Söğüt Dalından İncesin - 1963: Aşkın Sırrı Bilinmez - 1964: Kızılcıklar Oldu Mu? - 1965: Veda Busesi - 1965: Bir Yangının Külünü - 1965: Hep O Şarkı - 1965: Sevgi Yağmuru - 1966: Ayrılsak Da Beraberiz - 1966: İki Yabancı (met Ajda Pekkan) - 1966: Sen Aşk Nedir Bilmez Misin? - 1966: Bu Yemin Yalan Değil - 1966: Çatılmış Kaşlarınla Kime Düşman Gibisin - 1966: Ağla Gitar Çal Gitar - 1967: Girersen Kalbime Çıkma Sakın - 1967: Eski Dost Düşman Olmaz - 1969: İnleyen Nağmeler - 1969: Ağlama Değmez Hayat - 1969: Köprüden Geçti Gelin - 1969: Kanlıca - 1970: Seven Ne Yapmaz - 1970: Zalimin Zulmü - 1970: Yaralı Gönül - 1971: Gizli Aşk Bu - 1971: Bu Sarmaşık Gülleri - 1972: Beni Terketme - 1972: Seni Andım Bu Gece - 1972: Oğlum - 1972: Gözlerini Gözlerimden Ayırma Hiç - 1972: Gölgesinde Mevsimler Boyu Oturduğumuz - 1972: Ben Her Mevsim O Yere Üzgün Üzgün Giderim - 1973: Ümîdini Kirpiklerine Bağladı Gönlüm - 1973: Nideyim Sahn-ı Çemen Seyrini - 1974: Avuçlarımda Hâlâ Sıcaklığın Var - 1975: İndim Havuz Başına - 1977: Kalbime Borçlusun Bir Anda Bitiremezsin - 1977: Bir Gülü Sevdim - 1977: Elbet Gönüllerde Sabah Olacak - 1977: Aşkın Kurbanıyım - 1977: Bir Evet Yeter - 1977: Bağ-ı Hüsnün O Güzel Gülleri Soldu - 1979: Bir Demet Yasemen | - 1979: Hayat Bazen Tatlıdır - 1979: Bir Tatlı Tebessümün Bin Vuslata Bedeldir - 1981: Mihrabım Diyerek - 1982: Şimdi Uzaklardasın - 1982: Eskimeyen Dost - 1983: Acaba - 1983: Gitme Sana Muhtacım - 1984: Hayriye - 1984: Kandil - 1985: Size Alo Diyorum - 1985: Aloyla Mutlu Dünyam (met Ajda Pekkan) - 1985: Alo’nun Şarkısı - 1986: Şarkılara Sordum Söylemediler - 1987: Tesellim Olsun - 1988: Seni Ben Unutmak İstemedim Ki - 1988: Gözlerin Doğuyor Gecelerime - 1988: Ağlamışım Gülmüşüm - 1988: Seviyorum İşte - 1988: Günlerdir İçime Çöktü Ayrılık - 1988: Seni Senden İstiyorum - 1988: Hiçbir Şeyde Gözüm Yok - 1988: Gayrı Dayanamam Bu Hasrete - 1988: Ne Olur Anla Beni - 1988: O Çeşme - 1988: Dilşad Olacak Diye - 1989: Ayaz Geceler - 1989: Seni Sordum Yıldızlara - 1989: Şaştım Allahım - 1989: Mevlam Birçok Dert Vermiş - 1989: Gözlerin Yeter - 1989: Bir Mektup Bir Resim - 1989: Elveda - 1989: Gücüme Gidiyor Böyle Yaşamak - 1989: Yağdır Mevlam Su - 1989: Ah Bu Şarkıların Gözü Kör Olsun - 1990: Sevgi Dolu Şu Gönlüm - 1991: Böyle Ayrılık Olmaz - 1991: Sen De Başını Alıp Gitme - 1991: İşte Benim - 1991: Akşam Olmadan Gel - 1991: Elbet Birgün Buluşacağız - 1992: Sorma - 1992: İki Gözüm İki Çeşme - 1992: Ağlama Sevdam - 1992: Her Gün İsyanım Var Benim Kadere - 1992: Kaderi Ben Mi Yarattım? - 1993: Ne Olursun - 1993: Kim Görecek Kim Bilecek - 1993: Ahımı Hicranımı - 1993: Üzme Beni - 1998: Biz Ayrılamayız (met Muazzez Abacı) - 1998: Hiçbir Şeyde Gözüm Yok (met Muazzez Abacı) - 1999: Gözümden Öpme |

- Bibliothèque nationale de France: cb135481474 (data)
- Gemeinsame Normdatei: 124781713
- International Standard Name Identifier: 0000 0000 3673 1498
- Library of Congress Control Number: n2003072068
- MusicBrainz: 9fcda3ab-a467-4ea9-8569-ae975de0f473
- Nationale Bibliotheek van Israël: 987007314952605171
- Nederlandse Thesaurus van Auteursnamen: 105068993
- Système universitaire de documentation: 085214590
- Virtual International Authority File: 69094092
- WorldCat: E39PBJjt7krjYyVFYDdwmdpByd